# Beso en la mejilla

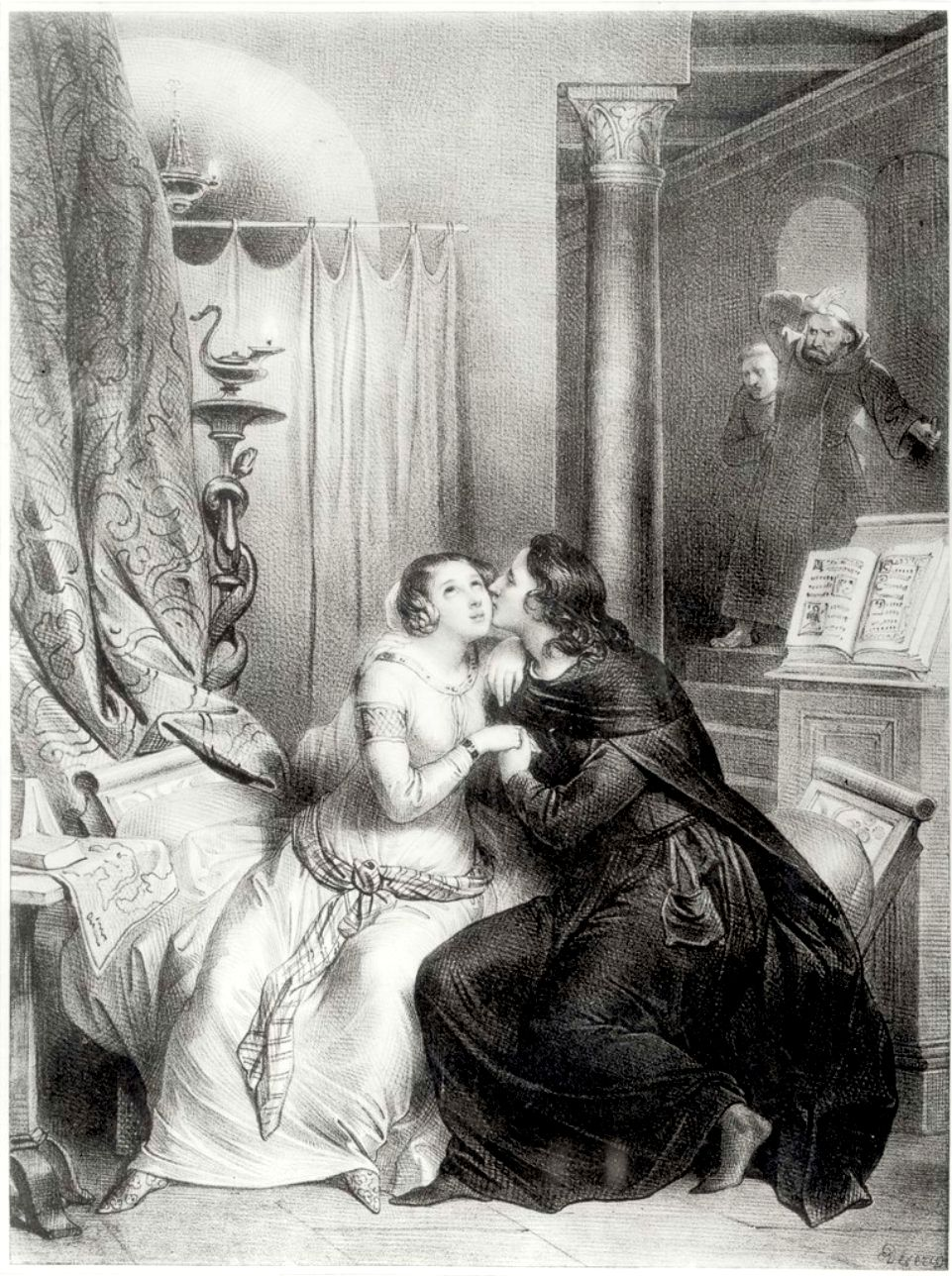
Beso en la mejilla en la pintura Heloise and Abelard, obra de Achille Devéria.

El beso en la mejilla es un ritual o gesto socialmente aceptado, utilizado ya sea como signo de amistad, como saludo, para felicitar a alguien,  para mostrar respeto o por simple cordialidad.
No indica necesariamente ningún interés de tipo romántico o sexual. El beso en la mejilla es más común en Europa y Latinoamérica que en Norteamérica (excepto por Miami, México y Quebec) y Asia (excepto por Medio Oriente).
Los líderes de la Unión Soviética y otros países comunistas de Europa del Este solían saludarse de esta manera en actos públicos de Estado.
Dependiendo de la cultura local, el beso en la mejilla puede ser considerado apropiado entre un hombre y una mujer, un padre y un hijo, dos mujeres, o dos hombres. Esto último es socialmente aceptado en Medio Oriente, Argentina, Chile, Uruguay , Francia e Italia pero puede conllevar asociaciones con la homosexualidad en Europa Oriental, Asia (fuera del Medio Oriente), gran parte de Latinoamérica y los Estados Unidos, salvo que sean parientes de sangre (hermanos o tío-sobrino). 
En un beso en la mejilla, ambas personas se inclinan adelante y, o bien se tocan mejilla con mejilla, o bien labio con mejilla. Generalmente el gesto es repetido en la otra mejilla, o, alternando mejillas. Dependiendo del país y la situación, el número de besos puede ser uno, dos, tres o cuatro. El apretón de manos o el abrazo pueden acompañar este tipo de saludo.
Besarse en la mejilla es una práctica común en muchas culturas diferentes, aunque varía ligeramente su significado y el gesto en sí. Por ejemplo, el acto de besarse en la mejilla puede o no estar acompañado de un abrazo. El contexto social apropiado para usar este tipo de saludo puede variar significativamente de un país a otro, aunque el gesto pueda parecer familiar en realidad es sólo una cortesía por la que nadie deberá sentirse ofendido.

## Latinoamérica

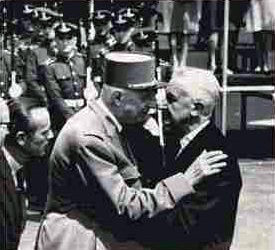
El presidente francés Charles de Gaulle le da un beso en la mejilla a su par argentino Arturo Illia en 1964

En Latinoamérica, el beso en la mejilla es una forma de saludo común entre un hombre y una mujer o dos mujeres. En Venezuela, Chile, Argentina, Uruguay, Brasil, Bolivia, Perú, Ecuador, Colombia y Paraguay por ejemplo, es bien aceptado un beso en la mejilla al saludar aunque sea la primera vez que se vean las personas (incluso al presentarse) sin que esta actitud represente una falta de respeto o consideración, mientras que en México se requiere cierta confianza para dar un beso a personas que no son parientes sanguíneos.
No es necesario conocer bien a una persona para besarla en la mejilla. El beso en la mejilla puede ser acompañando por un apretón de manos o un abrazo, aunque el abrazo es usualmente un símbolo de mayor confianza pero de ninguna manera se considera de mayor intimidad.
Al igual que en otras regiones, este tipo de beso puede ser entre labio y mejilla o mejilla y mejilla con un beso en el aire, siendo este último el más usual.
El beso en la mejilla entre dos hombres es usualmente visto como un signo de homosexualidad o de afeminado en ciertos países, exceptuando los casos padre-hijo, hermanos y muy raramente, los de amigos cercanos.
Las excepciones son Argentina, Chile y Uruguay, países en los cuales es común besarse en la mejilla entre hombres. Esta costumbre puede ser embarazosa para un extranjero no acostumbrado a la misma forma de saludo entre hombres. En Ecuador, durante el siglo XX el beso en la mejilla entre hombres era algo poco usual, reservado únicamente a padres e hijos. Sin embargo, desde inicios del siglo XXI esta práctica se ha tornado más común, aunque aún sigue reservada a hombres con algún vínculo de parentesco o amistad y sólo entre citadinos.
En Argentina, Chile y Uruguay, la mayoría de las personas en un ámbito informal (como pueden ser amigos, conocidos, o compañeros de trabajo) suelen saludarse con un solo beso en la mejilla, indistintamente de si son hombres o mujeres. En Argentina y Uruguay, el beso entre hombres se puede dar incluso al ser presentados; en Chile el primer encuentro entre hombres desconocidos suele ser con saludo de mano, en los siguientes encuentros se agrega el beso en la mejilla al apretón de mano, especialmente entre jóvenes. En general, en estos países, saludarse solo con la mano es casi exclusivo de una ocasión formal o protocolar.

## América anglosajona
En Estados Unidos y Canadá, el beso en la mejilla puede involucrar o las dos mejillas o sólo una. Según la edición de la Time Magazine del 15 de marzo de 2004, un solo beso en la mejilla es un saludo aceptable en los Estados Unidos, pero es un fenómeno que se da mayormente en las grandes ciudades con amplia influencia europea o latinoamericana. 
El beso en la mejilla de adultos a niños de ambos sexos es probablemente el tipo más común de beso en la mejilla en la América anglosajona. Es un beso corto y dado más frecuentemente por parientes.
El beso en la mejilla entre adultos, cuando ocurre, es más frecuente que sea entre un hombre y una mujer que se conocen, ya sea por ser parientes o amigos cercanos. En este caso, un pequeño abrazo (en el cual generalmente entra en contacto la parte superior del cuerpo) puede acompañar al beso. Es también común el beso en la mejilla entre dos mujeres que se conocen bien o son parientes. Al igual que en el otro caso, los abrazos son usuales aunque no sea necesario darlos. Un abrazo solamente, puede servir para ambas situaciones descritas previamente, siendo esta forma mucho más común. 
Una de las variantes del beso en la mejilla es el beso en el aire. Este tipo de beso es dado sin que los labios hagan contacto real con la piel, pero con los mismos muy cerca de la mejilla.
Un beso también puede ser dado a unos metros de distancia. Esto es frecuentemente hecho para seducir, aunque también puede ser hecho sarcásticamente.
Especialmente en la región sudeste, las mujeres mayores pueden ser besadas en la mejilla por hombres más jóvenes en señal de afecto o respeto.
Los grupos de inmigrantes tienden a tener sus propias normas para besarse en la mejilla, usualmente provenientes de su país de origen.
En Miami, Florida, un área fuertemente influenciada por la inmigración latinoamericana y europea, saludarse con un beso en la mejilla es la norma social más aceptada.
Enclavada en la América anglosajona, en Quebec, al beso en la mejilla se lo conoce como  la bise (faire la bise), pero en el lenguaje popular es llamado un bec (donner un bec). Las personas del sexo opuesto usualmente se besan entre sí en cada mejilla; es también aceptado entre dos mujeres, aunque los hombres se abstienen de esta práctica entre sí. Dos personas presentadas por un amigo en común pueden faire la bise.

## Sur de Europa

La primera ministra italiana, Giorgia Meloni, besa en la mejilla al líder rumano de la AUR, George Simion, en Bruselas, marzo de 2025

El beso en la mejilla entre amigos es un saludo estándar en el sur de Europa. En general, los hombres besan a las mujeres y las mujeres besan a las mujeres. Que los hombres besen a hombres depende del país e incluso de cada familia. En algunos países es aceptado que los hombres se den un beso en la mejilla, pero en otros sólo se considera apropiado entre hombres de la misma familia, como en España. Puede además depender de la parte del país y de la ocasión.
El número de besos también varía de acuerdo con dichos factores. 
En Francia, por ejemplo, se pueden dar hasta cuatro besos en ciertas regiones del norte y hasta tres besos en el sur de Francia. En España, sin embargo, sólo se dan dos besos.
También se producen variaciones entre la mejilla que se ofrece en primer lugar para el beso. Por ejemplo, en España se ofrece primero la mejilla derecha y en Italia primero la izquierda.
En Italia es común que un hombre salude con beso en la mejilla a otro hombre o una mujer. En el caso del hombre con hombre, va acompañado de un apretón de manos, luego una mano en el hombro y luego, el contacto mejilla con mejilla, comenzando siempre del lado izquierdo y luego el derecho, siendo esta costumbre más común en el sur que en el norte; sin embargo, es socialmente aceptable en todo el país.
Cabe destacar que el saludo entre hombres con beso, denota aprecio y respeto entre ambos y el rechazar este tipo de saludo, constituye una ofensa grave, especialmente e el sur de Italia y en pueblos.

## Grecia
Grecia es un ejemplo de país en el que el beso en la mejilla depende principalmente de la región y el tipo de situación. Por ejemplo, en la mayor parte de Creta, es común entre mujeres y entre un hombre y una mujer que son amigos, pero muy inusual entre hombres a menos que sean parientes muy cercanos. En Atenas puede ser una práctica común entre amigos cercanos de ambos sexos cuando se reúnen o se despiden. Es inusual entre desconocidos de cualquier sexo, y puede ser considerado ofensivo en otras situaciones. Es una práctica estándar entre padres e hijos, abuelos y nietos, etc. De manera formal, serían dos besos, uno en cada mejilla. Puede ser una práctica estándar de saludo en eventos especiales, como bodas.

## Medio Oriente

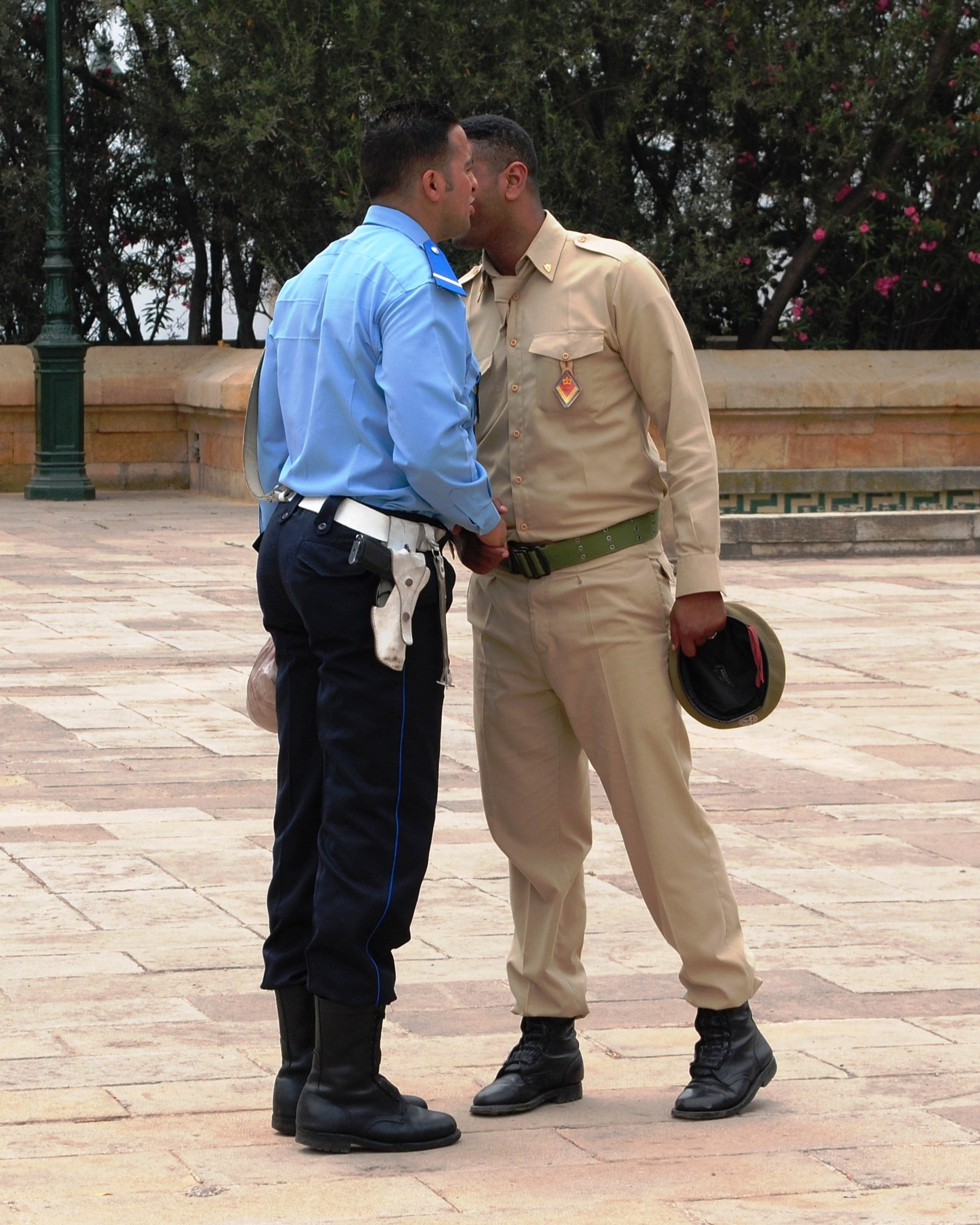
Un beso entre dos amigos en Marruecos.

El beso en la mejilla es relativamente común entre amigos, parientes y amantes. El beso de este tipo entre hombres es usual y no posee ninguna connotación homosexual si es llevado a cabo luego de un largo tiempo de no haber visto a la otra persona.

## Reino UnidoeIrlanda
Aunque el beso en la mejilla no sea una práctica tan difundida como en otras partes de Europa, es, sin embargo, una conducta usual. Se usa principalmente como saludo, pero puede también darse como felicitación o como una declaración general de amistad o amor. Es aceptado entre padres e hijos, miembros de la familia (aunque no entre dos hombres adultos), parejas, dos amigas mujeres o un hombre y una mujer que son amigos. El beso en la mejilla entre dos hombres que no son pareja es inusual pero puede ser aceptado socialmente. Se considera inapropiado saludar con un beso en la mejilla a un extraño.

## Sudeste asiático

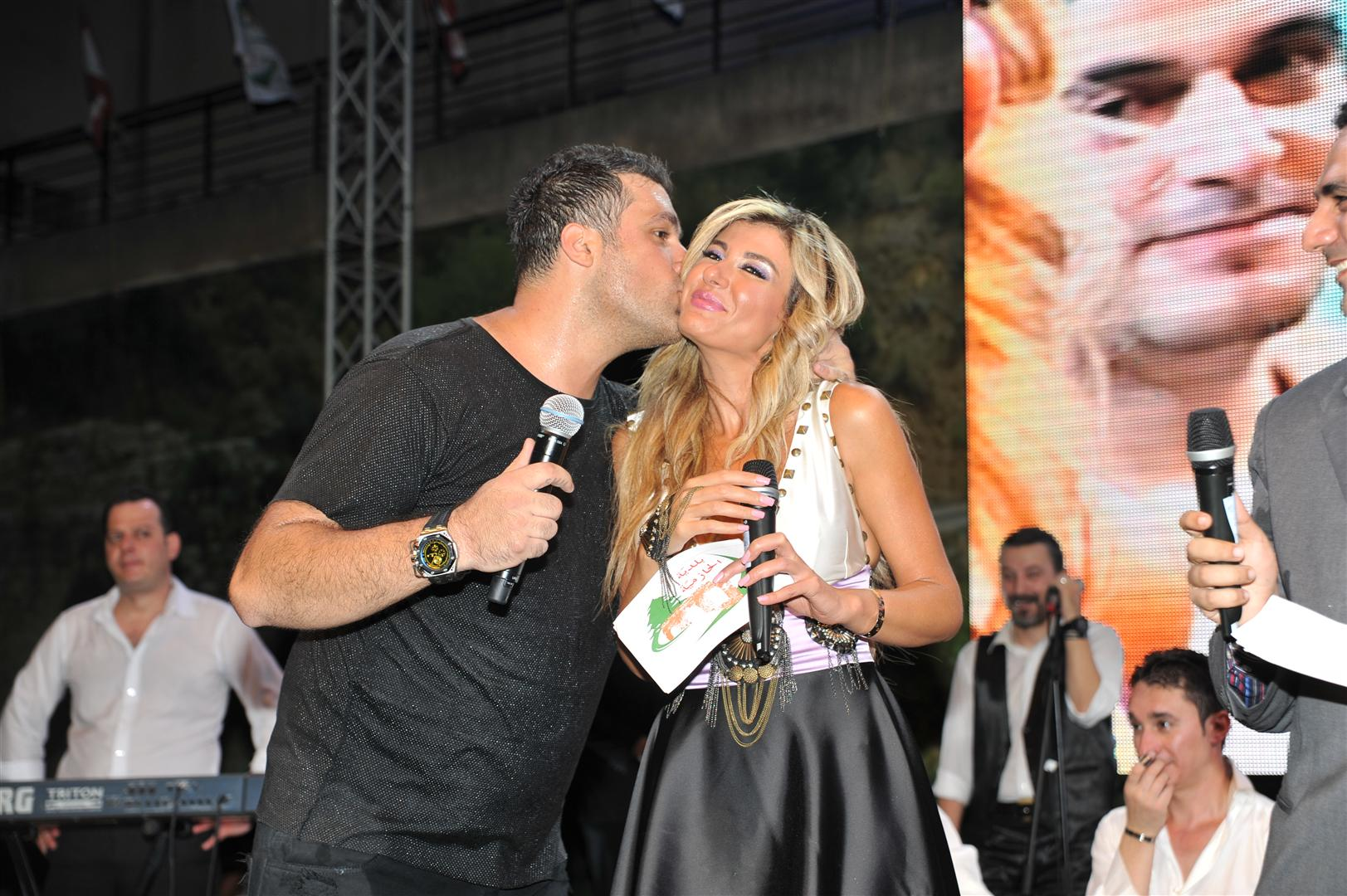
El cantante libanés Fares Karam responde a la solicitud de su audiencia de besar a Rita Harb después de recibir el premio del festival Hazmieh el 20 de julio de 2012.

El beso en la mejilla no es común en el sudeste asiático, especialmente en países con cultura predominantemente musulmana o hindú. Se debe a que dos hombres o dos mujeres se besen no es un tipo de saludo aceptado socialmente y puede ser considerada una conducta ofensiva. Por esta misma causa, un hombre del sudeste asiático puede sentirse incómodo al saludar a una mujer europea de esta manera debido a que es una práctica ajena a su cultura.
Existen, sin embargo, grandes excepciones. En Macao, muchos de los residentes son descendientes de portugueses, y por eso el beso en la mejilla tiene el mismo grado de aceptación que en Portugal en determinadas situaciones. El beso en la mejilla es también relativamente común en las Filipinas, como saludo a un pariente en señal de respeto; el término filipino para este tipo de saludo es Beso.
En algunas partes orientales de Indonesia existen culturas que fueron muy influidas por los portugueses, notablemente la etnia de Minahasa o Manado en el Norte de la Isla Célebes.
Entre ellos es todavía común besarse en las mejillas, incluso entre los hombres, y sobre todo entre los parientes.